# Weißeritz-Park
Der Weißeritz-Park ist ein Einkaufszentrum im Freitaler Stadtteil Hainsberg (Ortschaft Coßmannsdorf). Mit ungefähr 100.000 m² Grundfläche und rund 2,3 Millionen Besuchern pro Jahr ist er einer der größten Freizeit- und Einkaufsparks im südlichen Dresdner Großraum. Ihren Namen hat die Anlage von der Roten Weißeritz, die in unmittelbarer Nähe des Komplexes fließt.

## Angebot
Der Einkaufsbereich verfügt über 22.000 m² Mietfläche und 65 Ladenflächen, die fast vollständig vermietet sind. Es stehen 650 Parkplätze vor- und hinter dem Gebäudetrakt zur Verfügung. Als Ankermieter sind unter anderem Kaufland, Medimax sowie Woolworth vertreten. Hinzu kommt das sich im städtischen Besitz befindliche Freizeitzentrum Hains mit Schwimmhalle, Erlebnissauna, Fitness- und Aerobiczentrum, Bowling und Eislaufbahn, die im Sommer zum überdachten Tennis genutzt werden kann.

## Architektur
Eine architektonische Besonderheit am Weißeritz-Park sind seine über 100 Jahre alten Gebäude direkt an der historischen Dampfeisenbahnlinie Weißeritztalbahn. Der Komplex war vor seiner Umfunktionierung zum Einkaufszentrum eine von drei ehemaligen Produktionsstätten der Leipziger Buntgarnwerke. In der Mitte der Einkaufspassage befindet sich ein pyramidenförmiges Lichtfenster im Dach. Im darunter liegenden Bereich finden die Veranstaltungen im Weißeritz-Park statt.

## Geschichte
1992 wurde die Leipziger Buntgarnwerke GmbH, die den Komplex nutzte, privatisiert und die Produktion nach Tschechien verlagert. Noch im selben Jahr wurde mit der Sanierung und dem Umbau der Hallen begonnen. 1994 wurde der Einkaufspark eröffnet, damals unter dem Namen „Buga-Center“, dessen Name sich von „Buntgarnwerke“ ableitet. Erster Eigentümer war die Erste Lilienstein Verwaltungsgesellschaft. 1998 wurde das Freizeitzentrum „Hains“ nach Sanierung und Ausbau eröffnet. Zu diesem Anlass wurde das Areal aus Hains und Buga-Center zu „Weißeritz-Park“ umbenannt.

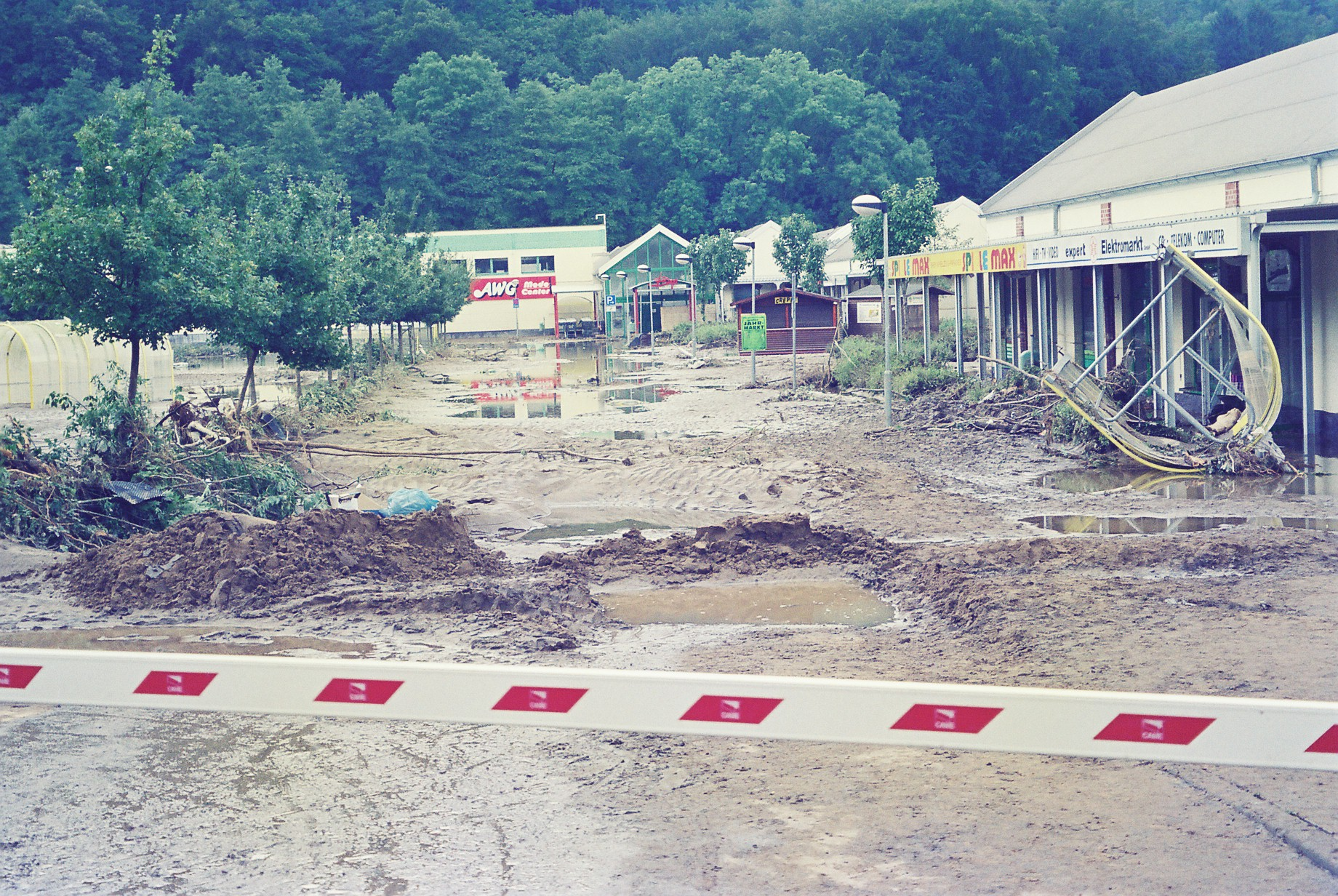
Flutschäden auf dem Parkplatz im August 2002

Während des Hochwassers 2002 richtete die Rote Weißeritz am Park viele Schäden an. Diese wurden bereits nach drei Monaten Sanierung repariert und das Center konnte wieder öffnen. In den folgenden Jahren wurde ein Teilgebäude des Weißeritz-Parkes saniert und umgebaut und ein neues Gebäude mit zwei zusätzlichen Ladenflächen eröffnet. 2007 wurde der Komplex an eine Firma aus Luxemburg verkauft.
2011 erwarb eine Investmentgesellschaft  aus London den Weißeritz-Park. Eine Erweiterung und Sanierung des Komplexes wurde seit September 2011 geplant. Am 12. November 2012 begannen die Arbeiten zur Erweiterung des Centers mit dem Abriss von Parkflächen im Süden des Geländes. Um die durch den Neubau verloren gegangenen Stellplätze wieder zu kompensieren, wurde am Hintereingang des Weißeritz-Parks die frühere Gaststätte Zur Spinnerei abgerissen. Dort entstanden neue Parkflächen. Ende August 2013 waren die Arbeiten am Erweiterungsbau, in dem die Modekette C&A eröffnete, abgeschlossen.
2019 fand ein Eigentümerwechsel an den neuen Eigentümer HEICO Grundversorgung Invest 6 GmbH & Co. KG statt.

## Verkehr
Erreichbar ist der Weißeritz-Park über zwei Haltestellen der Freitaler Stadtbuslinie 160 des Regionalverkehrs Sächsische Schweiz-Osterzgebirge am Centerhaupteingang und am „Hains“ sowie über den Haltepunkt „Freital-Coßmannsdorf“ der Weißeritztalbahn. Zu den Parkflächen führt eine gut ausgebaute Straße.

## Veranstaltungen und Angebote
Im Weißeritz-Park werden regelmäßig Veranstaltungen durchgeführt, wie etwa Musikshows oder Aktionen zur Schuleinführung. Im Monatstakt erscheint außerdem das kostenlose Centermagazin „Weißeritz-Park live“, in dem über Aktuelles im Freizeitzentrum Hains oder im Weißeritzpark berichtet wird.